# Nadelhorn
Le Nadelhorn est un sommet des Alpes valaisannes ; il a une altitude de 4 327 mètres. Il appartient au massif des Mischabels qui est le massif le plus élevé de Suisse après le massif du mont Rose.
La première ascension a été réalisée le 16 septembre 1858 par Franz Andenmatten, B. Epiney, Aloys Supersaxo et J. Zimmermann.